# Elias Florence

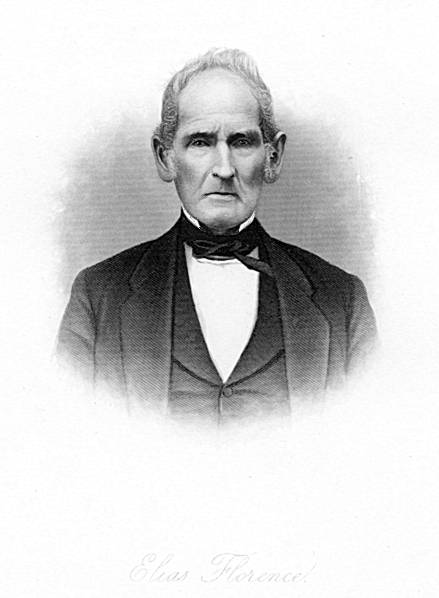
Elias Florence

Elias Florence (* 15. Februar 1797 im Fauquier County, Virginia; † 21. November 1880 in Muhlenberg, Ohio) war ein US-amerikanischer Politiker. Zwischen 1843 und 1845 vertrat er den Bundesstaat Ohio im US-Repräsentantenhaus.

## Werdegang
Elias Florence besuchte die öffentlichen Schulen seiner Heimat und arbeitete danach in der Landwirtschaft. Später zog er nach Circleville in Ohio, wo er eine politische Laufbahn einschlug. In den Jahren 1829, 1830, 1834, und 1840 war er Abgeordneter im Repräsentantenhaus von Ohio; 1835 gehörte er dem Staatssenat an. Er schloss sich der in den 1830er Jahren gegründeten Whig Party an.
Bei den Kongresswahlen des Jahres 1842 wurde Florence im neunten Wahlbezirk von Ohio in das US-Repräsentantenhaus in Washington, D.C. gewählt, wo er am 4. März 1843 Nachfolge von William Medill antrat. Bis zum 3. März 1845 konnte er eine Legislaturperiode im Kongress absolvieren. Diese Zeit war von den Spannungen zwischen Präsident John Tyler und den Whigs geprägt. Außerdem wurde damals bereits über eine mögliche Annexion der seit 1836 von Mexiko unabhängigen Republik Texas diskutiert.
Nach dem Ende seiner Zeit im US-Repräsentantenhaus betätigte sich Elias Florence wieder in der Landwirtschaft. Im Jahr 1850 war er Delegierter auf einem Verfassungskonvent seines Staates. Er starb am 21. November 1880 in Muhlenberg und wurde in Circleville beigesetzt.